# Cayetano Redondo Aceña
Cayetano Redondo Aceña (Segòvia, 7 d'agost de 1888 - Madrid, 21 de maig de 1940) va ser un tipògraf, periodista i polític socialista espanyol. Va ser alcalde de Madrid durant la Guerra Civil i, en acabar aquesta va ser executat pel règim franquista.
Va començar a treballar als catorze anys, i va ser aprenent a l'Escola de Tipògrafs de l'Associació General de l'Art d'Imprimir, la primera associació socialista d'importància a Espanya. Afiliat al PSOE, participà en la vaga general de 1917, va ser membre fundador de la Joventut Socialista de Madrid i president del comitè nacional de la Federació de Joventuts Socialistes d'Espanya entre 1925 i 1927. Treballà com a tipògraf i fou director de diversos periòdico, entre ells El Socialista (interinament entre 1930 y 1931, després de la dimisdió de l'anterior director, Andrés Saborit Colomer). Va ser escollit regidor en Madrid dins de la Conjunció Republicano-Socialista, en les eleccions municipals del 12 d'abril de 1931 (que van portar a l'abdicació d'Alfons XIII i la proclamació de la II República). Va ser posteriorment tinent d'alcalde del districte d'Universitat. Aquest mateix any va ser elegit diputat per la circumscripció de Segòvia pel Partit Socialista Obrer Espanyol a les Corts Constituents. Cayetano Redondo va constituir, juntament amb Francisco Azorín Izquierdo i Rodrigo Almada, el trio d'eminents esperantistes, tots socialistes, que van ocupar escó en les Corts Constituents (1931-1933).
Durant la Guerra Civil Espanyola, i després de la fugida de l'alcalde, Pedro Rico López, a València va ser nomenat Alcalde de Madrid per la corporació municipal, càrrec que va ocupar entre el 8 de novembre de 1936 i el 23 d'abril de 1937, durant els temps més difícils de l'ofensiva franquista contra aquesta ciutat (batalla de Madrid), si bé durant la major part d'aquest període les funcions de l'Ajuntament van ser assumides per la Junta de Defensa de Madrid. Posteriorment va ocupar altres llocs polítics, entre els quals es trobava el de president de la Diputació Provincial de Madrid. Va ser també representant del PSOE en el comitè d'enllaç amb el PSUC i al final de la guerra era Comissari de l'IX Cos de l'exèrcit republicà en el front d'Andalusia.
Arrestat al final de la guerra per les tropes de Franco, va ser afusellat en els murs del Cementiri de l'Almudena el 21 de maig de 1940, després de ser condemnat per "auxili a la rebel·lió". El seu cos va ser enterrat en una fossa comuna i posteriorment traslladat i enterrat amb el de José Gómez Osorio, l'últim Governador Civil de Madrid durant la República.
L'Ajuntament de Madrid li ha dedicat el Carrer de l'Alcalde Redondo Aceña al nou barri de Sanchinarro.